# Lichtenburg (Adelsgeschlecht)

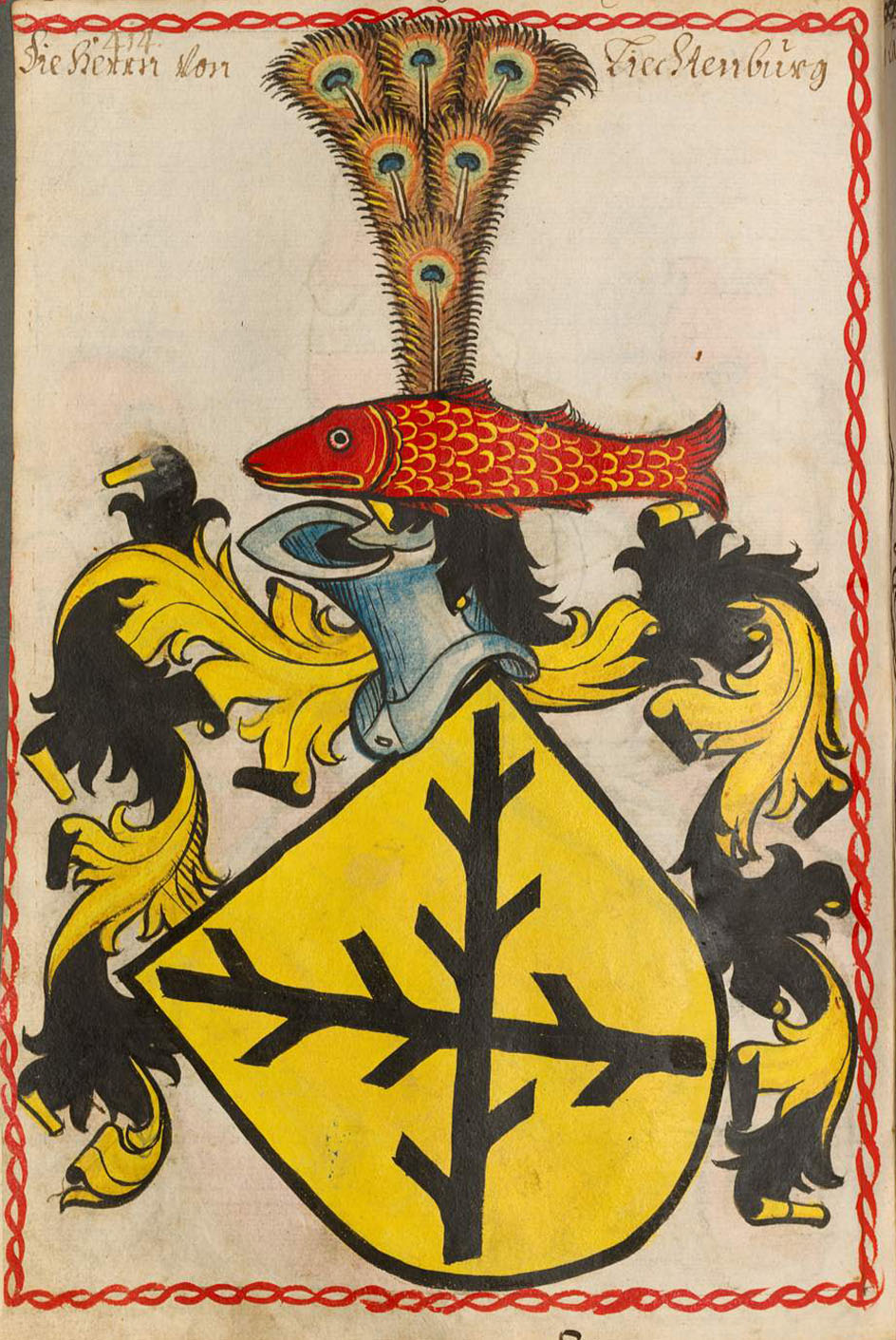
Stammwappen derer von Lichtenburg

Das böhmische alte Adelsgeschlecht Lichtenburg (tschechisch: z Lichtenburka auch: Lichtenburkové) entstammte – nach dem gemeinsamen Baumästewappen („Ostrew“) – einem Zweig des Dynastengeschlechtes derer von Ronovici, gleichen Stammes mit den Berka von Dub; von Lipa; von Klinstein, von Richenburg; von Zleb; Ronow und Biberstein und Nachod und Lichtenburg und nahm mit denen von Lipa (z Lipeho), Berka von Dub und Leipa und den Krzineczky von Ronow den ersten Rang in der ältesten böhmischen Herrenstandordnung vom Jahre 1501 ein.
Die von Lichtenburg sollen nach der Dalimil-Chronik von einem Chval herstammen. Sie besaßen Besitzungen in Nordböhmen, u. a. die Herrschaft Friedland mit Schloss Zakupy; Mitte des 13. Jahrhunderts wurden sie Lehensträger umfangreicher Ländereien in Mittel- und Ostböhmen und in Mähren und führten ihren Namen nach der Burg Lichtenburg (Lichnice, Lichtenburk) bei Tschalau in Ostböhmen, heute als Ruinenrest einer gotischen Burg aus dem 13. Jahrhundert erhalten.

## Wappen
In Gold zwei fünfmal geästete schwarze Baumstämme geschrägt, Kleinod: natürliches Pfauenspiel quer nach rechts belegt mit einem silbernen Fisch; Decken: schwarz-golden.

## Die ersten von Lichtenburg und deren Nachkommen
Die Memorabilienbücher des Klosters Vilemov gedenken auf das Jahr 1281 dreier Brüder: Heinrich, Smil und Raimund, Söhne des Herrn Smil von Lichtenburk, die dem Abt des Klosters Vilemov die Dörfer Hermanic und Malovic verkauften. Die Brüder Smil und Udalrich, Söhne des hier genannten Smil von Lichtenburk trugen dem Willomover Kloster (Benediktinerkloster Vilemov bei Deutschbrod (Havlickuv Brod), 1420 von den Hussiten zerstört) die Dörfer Opacnik und Golic zu Lehen (Prager Kopialbücher des Jahres 1285).

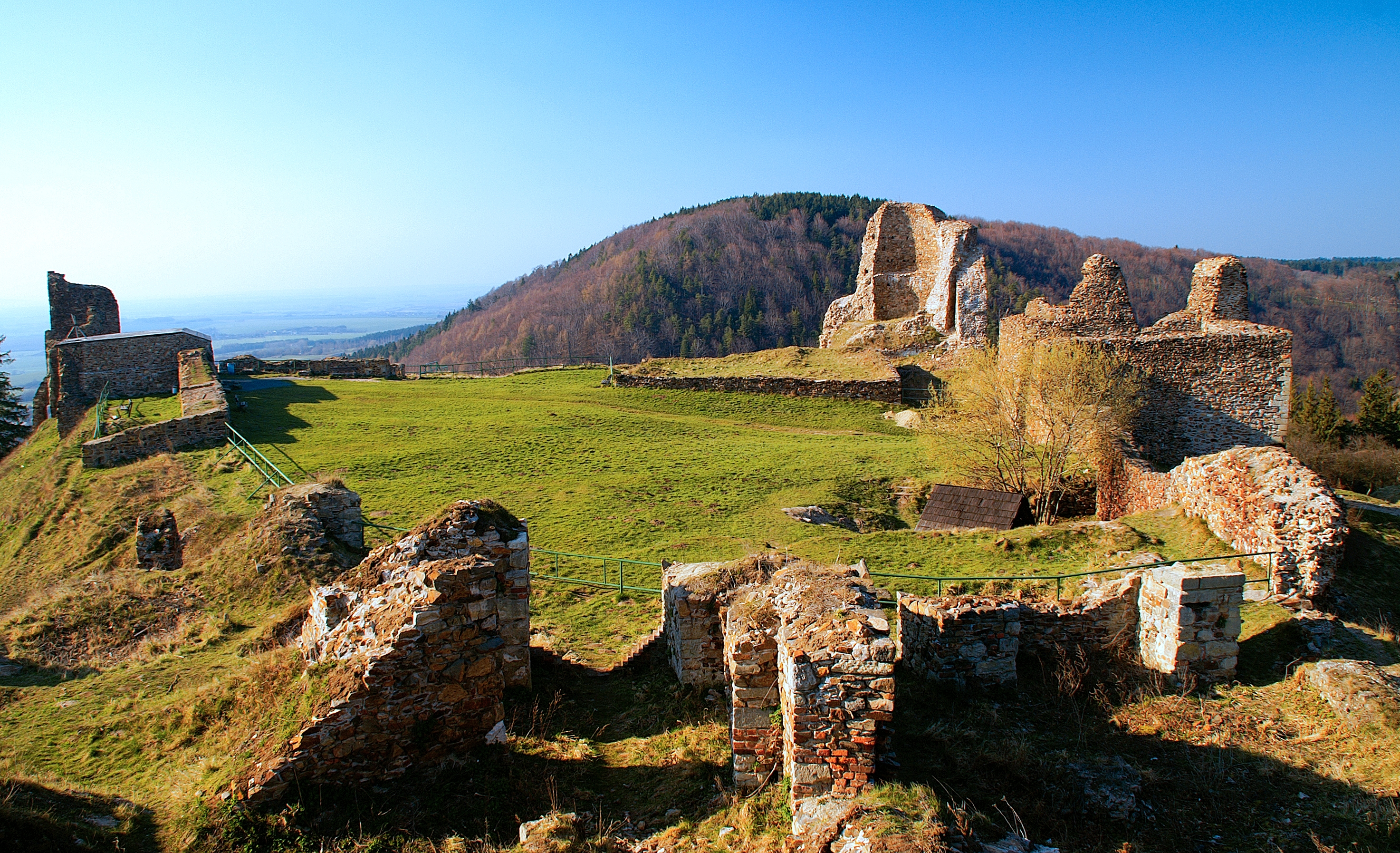
Burg Lichnice (Lichtenburg)

Der Stammvater derer von Lichtenburg, Heinrich von Zittau (Jindřich ze Žitavy) in der Oberlausitz im Siedlungsgebiet der westslawischen Sorben, aus dem Dynastengeschlecht der Ronowici war Burggraf von Bautzen (Budissin), wurde um 1203 geboren und verstarb 1252. Dessen älterer Sohn Smil, genannt Swietlik, nannte sich als erster „von Gottes Gnaden Herr von Lichtenburg“, auf Lichnicz (Burg Lichnice) und Deutschbrod in Ostböhmen, urkundlich 1261 als „Zmilo de Luchtenburg, Baro illustris Regis Bohemiae“ (Original im Deutschordens-Zentralarchiv Wien). Sein jüngerer Bruder Czastalow alias Czeniek von Ronow († 1271) war der Stammvater der Herren von Berka von Dub und Leipa; der Freiherrn Krzniczky von Ronow, benannt nach der Burg Ronow an der Lausitzer Neiße; derer von Lipa; Klinstein; Richenberg; Zleb und weiteren Familien, die sich nach ihren Besitzungen nannten.
Smil (Zmilo) de Luchtenburg, in zweiter Ehe mit Elisabeth/Alžběta, einer Tochter des mährischen Adligen Přibyslav von Křižanov verheiratet, hatte vier Söhne. Er verfügte seit Mitte des 13. Jahrhunderts im Bereich der Böhmisch-Mährischen Höhe über reiche Silbererzlager, durch deren Ausbeute er und seine Nachkommen vermögend wurden. Neben der Herrschaft Deutschbrod gehörten ihm u. a. auch die Bergstädte Chotěboř und Přibyslav. Die namensgebende Burg Lichtenburg (Luchtenburg), die ihm seit 1261 nachweislich gehörte, war das Verwaltungszentrum der Besitzungen der Lichtenburger, lag in Ostböhmen und ist heute als Ruinenrest erhalten. Smil starb 1269. Seine vier Söhne waren nach dem Genealogen Roman von Procházka:
- Heinrich (Jindřich) von Lichtenburg (getauft 1235; † 1296), ansässig auf Deutschbrod
- Ulrich, genannt „Ulmann“ von Lichtenburg (getauft 1260; † nach 1313), 1313 Burggraf der Prager Burg
- Hynek von Lichtenburg († 1296), auf Schloss Zleb
- Raimund (Rajmund) († 1329), genannt Bitowsky von Lichtenburg, Landeshauptmann von Mähren und Besitzer die Herrschaften Lipnice und Vöttau.

Die zu Ende des 16. Jahrhunderts im Mannesstamm erloschenen Freiherren von Lichtenburg stammen von:
- Hynek Kruschina von Lichtenburg (getauft 1260; † nach 1312), Sohn des Heinrich; besaß Žleb und Deutschbrod. Der Familienzweig der Kruschina von Lichtenburg starb in männlicher Linie Ende des 16. Jahrhunderts aus. Der letzte bekannte männliche Nachkomme war Hynek Kruschina VI. († nach 1594).
- Freiherr Wenzel Žleb von Lichtenburg († vor 1314), Sohn des Heinrich; besaß die Herrschaften Žleb und Klapý, hatte den Sohn Heimann (Hynek) von Lichtenburg auf Zleb und Podiebrad († um 1350), verehelicht mit Agnes von Landstein, Tochter des Witiko von Landstein auf Wittingau aus dem Hause der Witigonen (?), deren Tochter Elisabeth Freiin von Lichtenburg auf Zleb, Erbin von Podiebrad, ehelichte um 1350 Boczek IV. Freiherr von Kunstadt auf Burg Liticz und auf Proßnitz und Butschowitz, königlich böhmischer Mundschenk, (* um 1320; † 1373); sie sind die Großeltern mütterlicherseits des böhmischen Königs Georg von Podiebrad (1420–1471). Der Familienzweig Žleb von Lichtenburg starb in männlicher Linie 1351 mit Hynek Žleb von Lichtenburg aus.
- Heinrich II. Pykna von Lichtenburg († nach 1356), Sohn des Ulrich; besaß die Lichtenburg, Chvojno, Litice und Choceň. Der Familienzweig der Pykna von Lichtenburg starb in männlicher Linie 1410 aus.
- Smil Bítovský von Lichtenburg († 1347), Sohn des Raimund; verehelicht mit Anna von Ronow, deren Tochter Margarethe von Ronow und Letowicz Freiin von Lichtenburg war die zweite Ehefrau des Ulrich II., (dem Jüngeren) von Boskowitz (Adelsgeschlecht) und Czerna Hora auf Daubrawicz, († 1407). Der letzte männliche Nachkomme des Familienzweigs Bítovský von Lichtenburg war Heinrich Bítovský von Lichtenburg († 1572). Da diesem Familienzweig zeitweise auch die Burgen Frain und Zornstein gehörten, nannten sich einzelne Familienmitglieder nach diesen beiden Besitzungen.

## Weitere bekannte Lichtenburger
- Johann Kruschina von Lichtenburg war königlicher Oberstburggraf und Hofmeister sowie Landeshauptmann des böhmischen Erbfürstentums Schweidnitz-Jauer. Besaß Miletín, Hornšperk[2], Opočno, Burg Kumburk und Albrechtice. Im Jahr 1446 übergab er die Stadt Rokitzan (Rokycany) an den Hussitenführer Johann (dem Jüngeren) von Schwanberg (Adelsgeschlecht) auf Pfraumberg (Přimda) in Westböhmen Dessen Söhne:
  - Freiherr Hynek Kruschina von Lichtenburg († 1454), auf Bradlecz, Herr der Grafschaft Glatz und der Festung Münsterberg, war in Ostböhmen Lehensinhaber der Grundherrschaften des 1434 verstorbenen Puta d. J. von Častolowitz und der ererbten Herrschaften Opočno, der Burg Kumburk, Albrechtice und Arnau und verehelicht mit Anna von Hasenburg (Hase von Hasenburg, Zagicz z Hasemburka, Zajic von Hasenburg), eine Tochter des Nikolaus (Mikulass) Freiherr von Hasenburg I., auf Libochowitz (Libochovice), Oberstlandrichter im Königreich Böhmen († 8. Oktober 1459) und dessen Ehefrau Skonka (Kunigunde) Freiin von Kunstadt, Erbin der Burg Kost.
  - Johann (Jan) V. Kruschina von Lichtenburg, Herr auf Arnau und Adersbach, Hussitenführer. Wurde 1434 nach einer Auseinandersetzung im Braunauer Stadtrat, bei der er sich am Braunauer Bürgermeister vergriff, ermordet.[3]
- Johann d. Ä. Bítovský von Lichtenburg auf Zornstein († 1448) (Jan starši na Cornštejně). Höchster Olmützer Kämmerer.
- Hynek Bitovský von Lichtenburg auf Zornstein († 1472), er fühlte sich 1454 bei der Ernennung des aus der Lišnicer Linie der Herren von Kunstadt stammenden Procek von Opatovice zum Olmützer Oberstkämmerer durch den Landesverweser Georg von Podiebrad brüskiert. Die Herren Lichtenburg auf Zornstein, die das Amt beansprucht hatten, sahen darin einen Akt der Vetternwirtschaft der Herren von Kunstadt. Die daraus entstandene erbitterte Feindschaft zwischen beiden Geschlechtern führte dazu, dass Procek von Opatovice 1455 dem Landtag unter dem Vorwand einer Erkrankung fernblieb und die Stände schriftlich um Schutz für sich und seine Verwandten vor den Verunglimpfungen und Feindseligkeiten der Zornsteiner bat. Im Jahre 1463 rebellierte Hynek Bítovský offen gegen König Georg von Podiebrad. Dieser entzog ihm die Burg Zornstein und ließ sie 1464 durch seine Truppen belagern, die sie im Jahr darauf einnehmen konnten. Ihm verblieb die Feste Hostim und die Burg Bukovina.[4]
- Wenzel Kruschina von Lichtenburg, Landeshauptmann des Erbfürstentums Schweidnitz-Jauer, verehelicht mit Katharina Přepyšsky von Rychemberg; deren Tochter Elisabeth von Lichtenburg war mit Nikolaus (Mikess) Freiherr von Žampach und Pottenstein († nach 1421) auf Žampach, Wichstadtl und Joslowitz, Burggraf von Znaim verheiratet.